# التثبيط ما قبل النبضي

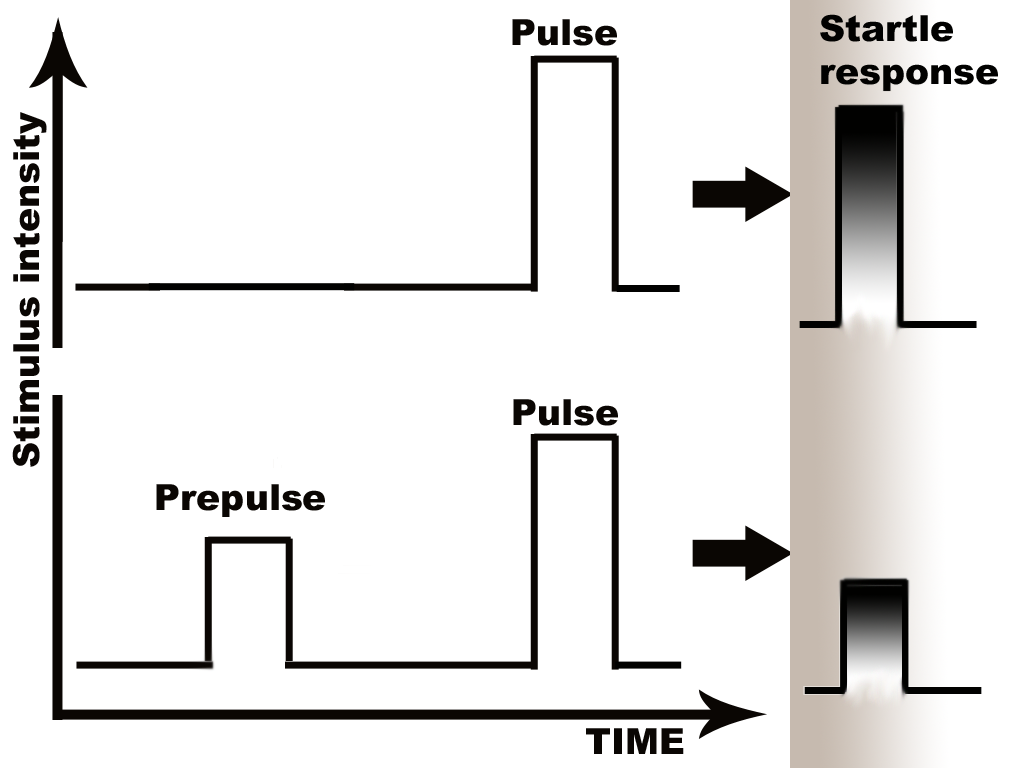
التثبيط ما قبل النبضي: المنبه السابق للنبض يقلل الاستجابة الإجفالية)

التثبيط ما قبل النبضي (بّي بّي آي) هو ظاهرة عصبية منطوية على وجود منبه مسبق (نبضة مسبقة) ضعيف مثبط لردة فعل الكائن الحي على منبه (نبضة) قوي لاحق محرض لمنعكس ما، وعادة ما يحدث ذلك باستخدام منعكس إجفالي. تُعد هذه المنبهات صوتية في معظم الحالات، لكن يمكن استخدام المنبهات اللمسية (على سبيل المثال، نفخ الهواء على الجلد) والمنبهات الضوئية. عند حدوث التثبيط ما قبل النبضي عالي المستوى، يسبب هذا انخفاض الاستجابة الإجفالية المقابلة التي تحدث لمرة واحدة.
يعكس الانخفاض في سعة الإجفال قدرة الجهاز العصبي على التكيف المؤقت مع المنبهات الحسية القوية عند استقباله إشارة سابقة أضعف لتحذير الكائن الحي. يمكن كشف التثبيط ما قبل النبضي لدى العديد من الأنواع المختلفة بما في ذلك الإنسان والفئران. على الرغم من تأثير مدى التكيف على العديد من أجهزة الجسم، يسهل قياس ردود الفعل العضلية بشكل خاص، إذ تتضاءل هذه الردود عادة جراء التثبيط العصبي.
يتظاهر نقص التثبيط ما قبل النبضي بانعدام القدرة على تصفية المعلومات غير الضرورية؛ إذ ارتبط هذا بتطور الشذوذات في الإمرار الحسي الحركي. لُوحظت حالات القصور هذه لدى المرضى المصابين بعدد من الأمراض مثل الفصام ومرض آلزهايمر، بالإضافة إلى الأفراد الخاضعين لتأثير المخدرات، أو التدخلات الجراحية أو الطفرات. لخص براف وآخرون (2001) وسويردلو وآخرون (2008) دراسات التثبيط ما قبل النبضي على البشر في مراجعات عديدة.

## السمات الرئيسية
يُعتبر حجم التثبيط ما قبل النبضي كبيرًا في غالبية الحالات، إذ يصل إلى 65% لدى الأشخاص السليمين المشاركين في الدراسة، مع وصول الحد الأقصى من التثبيط الملاحظ إلى فاصل 120 ميلي ثانية. لا تؤثر الاستجابة الإجفالية الأولية على المستويات الإجمالية للتثبيط ما قبل النبضي – اكتُشفت هذه النتيجة لأول مرة في الدراسات على الجرذان لتتكرر لاحقًا في الدراسات على الفئران. يمكن ملاحظة التأثير المعاكس، التسهيل ما قبل النبضي (بّي بّي إف) – ميل الفرد إلى زيادة الاستجابة الإجفالية بعد تعرضه لمنبه قبل نبضي منخفض الشدة – عند استمرار الفترة الفاصلة بين المنبهات أكثر من 500 ميلي ثانية. يعكس التسهيل ما قبل النبضي، بشكل جزئي على الأقل، الانتباه المستمر: يميل النبض المسبق، في حال عدم حدوث نبضة لاحقة في أقل من نصف ثانية، إلى زيادة احتمالية تعرض الفرد لاستجابة إجفالية عوضًا عن التقليل من حدوثها.
تتمثل إحدى المتغيرات التعديلية الأخرى للتثبيط ما قبل النبضي والتسهيل ما قبل النبضي في الفروقات بين الجنسين، إذ يرتفع التثبيط ما قبل النبضي لدى الرجال (أي يميل جميع المشاركين في الدراسة، عندما يتبع النبض المسبق بسرعة بنبضة لاحقة، إلى اختبار استجابة إجفالية منخفضة، وغالبًا ما يختبر الرجال انخفاضًا أكبر في الاستجابات الإجفالية مقارنة بالنساء) ويرتفع التسهيل ما قبل النبضي لدى النساء (أي يميل جميع المشاركين في الدراسة، عندما يتبع النبض المسبق بنبضة لاحقة بعد أكثر من نصف ثانية، إلى اختبار استجابة إجفالية مرتفعة، وغالبًا ما تختبر النساء ارتفاعًا أكبر في الاستجابات الإجفالية مقارنة بالرجال). فيما يتعلق بالمنبهات الصوتية، يرتفع التثبيط ما قبل النبضي أحادي الأذن إلى درجة أكبر من ثنائي الأذن – تنخفض الاستجابات الإجفالية في حال اختبار المنبه (الضجيج) في إحدى الأذنين فقط دون الأخرى. استطاع الجزء الأول حتى من النبضة المسبقة لجلسة الاختبار تحريض حدوث التثبيط، ما يشير إلى عدم ضرورة الإشراط والتعلم في حدوث هذا التأثير. مع ذلك، شكك كثيرون في عدم وجود أي دور للإشراط. بالإضافة إلى ذلك، أدت النبضة المسبقة الألف أيضًا إلى حدوث التثبيط؛ تُعد هذه الظاهرة قوية للغاية.
أن ردة الفعل على النبضات والنبضات المسبقة غير إرادية. قد تكون النبضات المسبقة ملحوظة أو مهملة، إذ يؤثر الانتباه على تحديد هذه النتيجة. طُلب في إحدى الدراسات من الطلاب الجامعيين إعطاء انتباههم إلى أحد نوعي النبضات المسبقة، ذات النبرة العالية أو المنخفضة، مع تجاهل الأخرى. أدت النبضات المسبقة ذات الانتباه الجيد إلى درجة كبيرة من التثبيط عند فاصل زمني 120 ميلي ثانية مقارنة بالنبضات المسبقة المهملة، إلى جانب درجة أكبر من التسهيل عند فاصل زمني 2000 ميلي ثانية. يعكس هذا ميل الأفراد المشاركين في الدراسة إلى توقع سماع تردد معين من أصوات النبضات، إذ يتضح هذا التأثير بشكل كبير عند حدوث النبضات المسبقة قبل ثانيتين من النبضات اللاحقة وعند وجود نبضات أخرى مسموعة و«مهملة» بشكل واع. 

## الاضطراب
تخضع اضطرابات التثبيط ما قبل النبضي للدراسة لدى الإنسان وغيره من الأنواع الأخرى. تُعد دراسات اضطرابات التثبيط ما قبل المشبكي في الفصام أكثر هذه الدراسات توسعًا، على الرغم من عدم اعتباره المرض الوحيد المرتبط مع مثل هذه الاضطرابات. لُوحظت هذه الاضطرابات في كل من اضطراب الهلع (ليدويغ وآخرون، 2005)، واضطراب الشخصية الفصامي، والاضطراب الوسواسي القهري (سويردلو وآخرون، 1993), وداء هنتنغتون، وسلس البول الليلي، واضطراب نقص الانتباه مع فرط النشاط (أورنيتز وآخرون، 1992) ومتلازمة توريت (سويردلو وآخرون، 1994؛ كاستيلانوس وآخرون، 1996). تظهر إحدى الدراسات أيضًا ارتفاع التثبيط ما قبل النبضي لدى الأشخاص المصابين بصرع الفص الصدغي المصحوب بالذهان، بعكس أولئك المصابين بصرع الفص الصدغي غير المصحوب بالذهان. نتيجة لذلك، لا يمكن اعتبار اضطرابات التثبيط ما قبل النبضي محددة في مرض معين، بل مجموعة من الاضطرابات الناشئة في دارة معينة من الدماغ.

### قصور التثبيط ما قبل النبضي في الفصام
تمثل اضطرابات التثبيط ما قبل النبضي إحدى الموجودات الموصوفة بشكل جيد في الفصام، إذ يرجع التقرير الأول إلى عام 1978. لُوحظت هذه الشذوذات أيضًا لدى الأقرباء الأصحاء لمرضى الفصام. أظهرت إحدى الدراسات فشل المرضى في اختبار ارتفاع في التثبيط ما قبل النبضي بالنسبة للنبضات المسبقة جيدة الانتباه. أظهر الدوبامين، الذي يلعب دورًا رئيسيًا في الفصام، تأثيرًا منظمًا للإمرار الحسي الحركي في نماذج القوارض. تتوافق هذه النتائج مع فرضية الدوبامين الخاصة بالفصام. من الناحية النظرية، قد يرتبط اضطراب التثبيط ما قبل النبضي لدى ترضى الفصام مع عمليات الفيضان الحسي والتشتت المعرفي. 
أظهرت الأدوية المضادة للذهان ارتفاعًا في التثبيط ما قبل النبضي لدى مرضى الفصام، مع ارتفاع هذا التأثير عند استخدام مضادات الذهان غير التقليدية. اختبر المرضى بعد الفروقات المتعلقة بالجنس بشكل مشابه للأفراد السليمين: امتلك الذكور درجة أعلى من التثبيط ما قبل النبضي مقارنة بالإناث. تشير إحدى النتائج البارزة إلى معاناة المرضى من اضطراب التثبيط ما قبل النبضي بشكل خاص مع الفواصل الزمنية البالغة 60 ميلي ثانية للنبضات المسبقة مقارنة بالفواصل الزمنية الأخرى؛ يبقى هذا قائمًا على الرغم من العلاج باستخدام مضادات الذهان.
تشير حقيقة أخرى إلى تأثير تدخين السجائر: يقترح البحث أن للتدخين دورًا «مهدئًا للأعصاب» بالطبع. أظهر المرضى غير المدخنين درجة أقل من التثبيط ما قبل النبضي مقارنة بالمدخنين، مع امتلاك المدخنين الشرهين الدرجة الأعلى من التثبيط ما قبل النبضي. تتوافق هذه النتيجة مع معدلات التدخين العالية بين مرضى الفصام، التي تُقدر بنسبة 70%، مع تدخين العديد من المرضى أكثر من 30 سيجارة في اليوم. تظهر بعض الدراسات وجود صلة بين الفصام والجينين «سي إتش آر إن إيه 7» و«سي إتش آر إف إيه إم 7 إيه»، اللذين يلعبان دورًا في تشفير الوحدات الفرعية «ألفا 7» من المستقبلات النيكوتينية، لكن نفت دراسات أخرى وجود هذه الصلة. بعكس التوقعات، لم تظهر الفئران معطلة الجين للوحدة الفرعية «ألفا 7» أي اضطرابات في التثبيط ما قبل النبضي.

### في القوارض
تُستخدم نماذج الفئران على نطاق واسع في اختبار الفرضية التي تربط المكونات الوراثية للأمراض المختلفة مع الإمرار الحسي الحركي. على الرغم من نجاح بعض الفرضيات عند اختبارها، يفشل بعضها الآخر في ذلك، إذ تظهر بعض نماذج الفئران عدم تغير التثبيط ما قبل النبضي أو ارتفاعه ما يعاكس التوقعات، كما في اختبارات الفئران  منقوصة «سي أو إم تي».
تؤدي بعض التداخلات الجراحية أيضًا إلى إحداث اضطرابات في التثبيط ما قبل النبضي لدى الحيوانات، ما من شأنه المساهمة في كشف الدارات المسؤولة.
يوجد العديد من دراسات الحيوانات المتعلقة بالتثبيط ما قبل النبضي الهادفة إلى فهم إمراضية الفصام ونمذجتها. أمكن تصنيف تقنيات تعطيل التثبيط ما قبل النبضي المشابهة للفصام لدى القوارض في أربعة نماذج:
- تعطيل «بّي بّي آي» المحرض بناهضات مستقبلات الدوبامين، الذي يمثل الفئة الأكثر صحة بالنسبة لدراسات مضادات الذهان؛
- تعطيل «بّي بّي آي» بناهضات مستقبلات «5 – إتش تي 2»؛
- تعطيل «بّي بّي آي» بناهضات مستقبلات «إن إم دي إيه آر»؛
- تعطيل «بّي بّي آي» بواسطة التداخلات التطورية (التربية في العزلة والحرمان من الأمومة).

اختبرت الدراسات مختلف المركبات الكيميائية المتنوعة على الحيوانات المصابة بحالات القصور. يجب إجراء المزيد من الدراسات على المركبات القادرة على استعادة «بّي بّي آي» لدورها المحتمل كمضادات ذهان.
يمكن العثور على مراجعة حول الأساسيات الجينية للتثبيط ما قبل النبضي في التحليل التلوي الذي أجراه كويندو وآخرون (2017). بالإضافة إلى ذلك، يمكن العثور على ملخص محدث لكل من النتائج السريرية وما قبل السريرية المتعلقة بالتثبيط ما قبل النبضي في مراجعة شاملة حديثة.